# Goligon

Cel mai mic goligon are 8 laturi. Este singura soluție cu mai puțin de 16 laturi. Are două vârfuri (colțuri) concave și se potrivește într-o grilă de 8×10.

Un goligon sau, mai general un izogon serial la 90°, este orice poligon care are toate unghiurile drepte și ale cărui laturi consecutive au lungimi proporționale cu numere întregi consecutive. Goligoanele au fost inventate și denumite astfel de Lee Sallows și popularizate de A.K. Dewdney într-o rubrică din Scientific American din 1990 (Smith). Diferitele definiții ale goligoanelor permit intersectarea laturilor, folosind și alte șiruri de lungimi ale laturilor decât cele proporționale cu numere întregi consecutive și luând în considerare alte unghiuri decât cele de 90°.

## Proprietăți
De obicei goligoanele sunt trasate într-o grilă carteziană, context în care se vorbește despre „laturi orizontale” și „laturi verticale”.
În orice goligon, toate laturile orizontale au aceeași paritate⁠(d) unele ca altele, la fel și toate laturile verticale. Prin urmare, numărul n de laturi trebuie să permită rezolvarea sistemului de ecuații
{\displaystyle \pm 1\pm 3\pm \cdots \pm (n-1)=0}
{\displaystyle \pm 2\pm 4\pm \cdots \pm n=0.}
De aici rezultă că n trebuie să fie un multiplu de 8. De exemplu, în figură {\displaystyle -1+3+5-7=0} și {\displaystyle 2-4-6+8=0}.
Numărul de goligoane pentru o anumită valoare permisă a lui n poate fi calculat eficient utilizând funcția generatoare OEIS A007219.. Numărul de goligoane pentru valorile permise ale lui n este 4, 112, 8432, 909288 etc. Găsirea numărului de soluții care corespund goligoanelor care nu se autointersectează pare a fi semnificativ mai dificilă.
Există un singur goligon cu opt laturi (în figura de sus). Acesta poate pava planul printr-o rotație de 180° deoarece satisface criteriul Conway.

## Exemple

Goligon cu 16 laturi, spirolateral 1690°1,3,6,8,11
Goligon cu 32 de laturi, spirolateral 3290°1,3,5,7,11,12,14,17,19,21,23,26,29,31

## Generalizări
Un izogon serial de ordinul n este un poligon închis cu un unghi constant la fiecare vârf, având laturile consecutive de lungime 1, 2, ..., n unități. Poligonul se poate autointersecta. Goligoanele sunt un caz particular de izogoane seriale.
Un spirolateral⁠(d) este o construcție asemănătoare, având notația nθi1,i2,...,ik și lungimile laturilor 1,2,3,...,n iar unghiurile interne θ, cu posibilitatea de repetare până când se revine în vârful original. Exponenții i1,i2,...,ik enumeră laturile care urmează direcții de viraj opuse.

Izogon serial de ordinul 9, unghi intern de 60°.[6] Spirolateral 60°91,4,7.
Izogon serial de ordinul 11, unghi intern de 60°.[6] Spirolateral 60°114,5,7,8.
Izogon serial de ordinul 12, unghi intern de 120°.[6] Spirolateral 120°121,4,8.
Izogon serial de ordinul 5, unghiuri interne de 60° și 120°.